# Oktavierung

Beispiel: Töne c’’’ und d’’’ in drei unterschiedlichen Darstellungen durch einfache und doppelte Oktavierung

Die Oktavierung in der Musik ist die Versetzung eines Tones um eine Oktave. Es handelt sich um die einfachste Form der Transposition.
Physikalisch gesehen wird bei der Oktavierung nach oben (Hochoktavierung) die Frequenz des Tones verdoppelt, beim Oktavieren nach unten (Tiefoktavierung) wird sie halbiert. (Dies gilt für alle gebräuchlichen Stimmungen.)
Oktavierungen werden in der Notation durch eine kleine, kursive 8 oder das Symbol 8va (= ottava, ital. für Oktave) angezeigt. Sind diese Zeichen oberhalb der Note bzw. des Systems notiert, zeigen sie eine Versetzung um eine Oktave nach oben an, unterhalb entsprechend um eine Oktave nach unten. Bei längeren oktavierten Passagen folgt diesem Zeichen eine gestrichelte Linie, die alle betroffenen Noten anzeigt. Eine Oktavierung nach oben wurde früher auch explizit durch 8vaalta (ottava alta, ottava sopra) notiert, eine Oktavierung nach unten durch 8vabassa (ottava bassa, ottava sotto). Heute wird noch gelegentlich 8ab. verwendet oder das eigentlich inkorrekte, aber in moderneren Partituren mittlerweile gebräuchliche Zeichen 8vb als Kurznotation für die Tiefoktavierung. Die 8 ergibt sich, da der Abstand einer Oktave sieben Tonschritte einer diatonischen (heptatonischen) Tonleiter beträgt, wobei der Ausgangston als erster gezählt wird und der oktavierte Ton also der achte ist, lateinisch octavus (z. B. c, d, e, f, g, a, h, c′).   
Wesentlich seltener findet man auch eine kursive 15 oder 15ma = quindicesima, die das Versetzen um zwei Oktaven (selten auch Doppeloktavierung genannt) anzeigt. Die 15 ergibt sich aus den fünfzehn Tönen, die zwei Oktaven bilden (Ausgangston plus 14 Tonschritte). 
Die Aufhebung der Oktavierung kann durch die Anweisung loco (= lat./ital. „an seinem Platz“) gekennzeichnet werden, mit der in der Violinliteratur auch andere Spielweisen wie sul G (= „auf der G-Saite zu spielen“) oder 4me corde (= „auf der 4. Saite zu spielen“) aufgehoben werden.
Ob die oktavierten Töne letztendlich (mit dementsprechend vielen Hilfslinien) ausgeschrieben sind oder mit 8va beziehungsweise 8vb vereinfacht dargestellt sind, hängt sehr stark vom verwendeten Instrument ab. So werden besonders hohe Töne in den Violinen (welche besonders ab der Spätromantik/Moderne (wie etwa bei E. W. Korngold) auch teils bis in die 3- oder gar 4-gestrichene Oktave hinauf spielen) häufig nicht mit 8va versehen, da Violinisten das Lesen von vielen Hilfslinien gewöhnt sind. Ähnlich verhält es sich z. B. auch bei sehr tiefen Tönen der Kontra(bass)tuba oder (nicht-klingend notierter) Bassklarinette. Für das Klavier z. B. werden diese Zeichen dagegen häufig verwendet. Des Weiteren verwenden viele andere Instrumente wie Piccoloflöte, Celesta, Glockenspiel, Kontrabass oder Kontrafagott quasi überhaupt keine der oben genannten Zeichen, da sie ohnehin automatisch um eine Oktave transponiert (je nach Instrument nach oben oder unten) klingen.
Umfasst die zu oktavierende Passage den gesamten Geltungsbereich eines Notenschlüssels, wird die Oktavierung am Schlüssel angezeigt oder auch weggelassen, wenn sie für das Instrument oder die Singstimme gewöhnlich so notiert wird; siehe Abschnitt über oktavierende Notenschlüssel.

## Abbreviaturen
Abbreviaturen:
- coll’ottava (Abk. coll 8va, c.o.): mit Oktavverdoppelung spielen
- all’ottava: eine Oktave höher oder tiefer als notiert spielen